# Salzstraße (Freiburg im Breisgau)

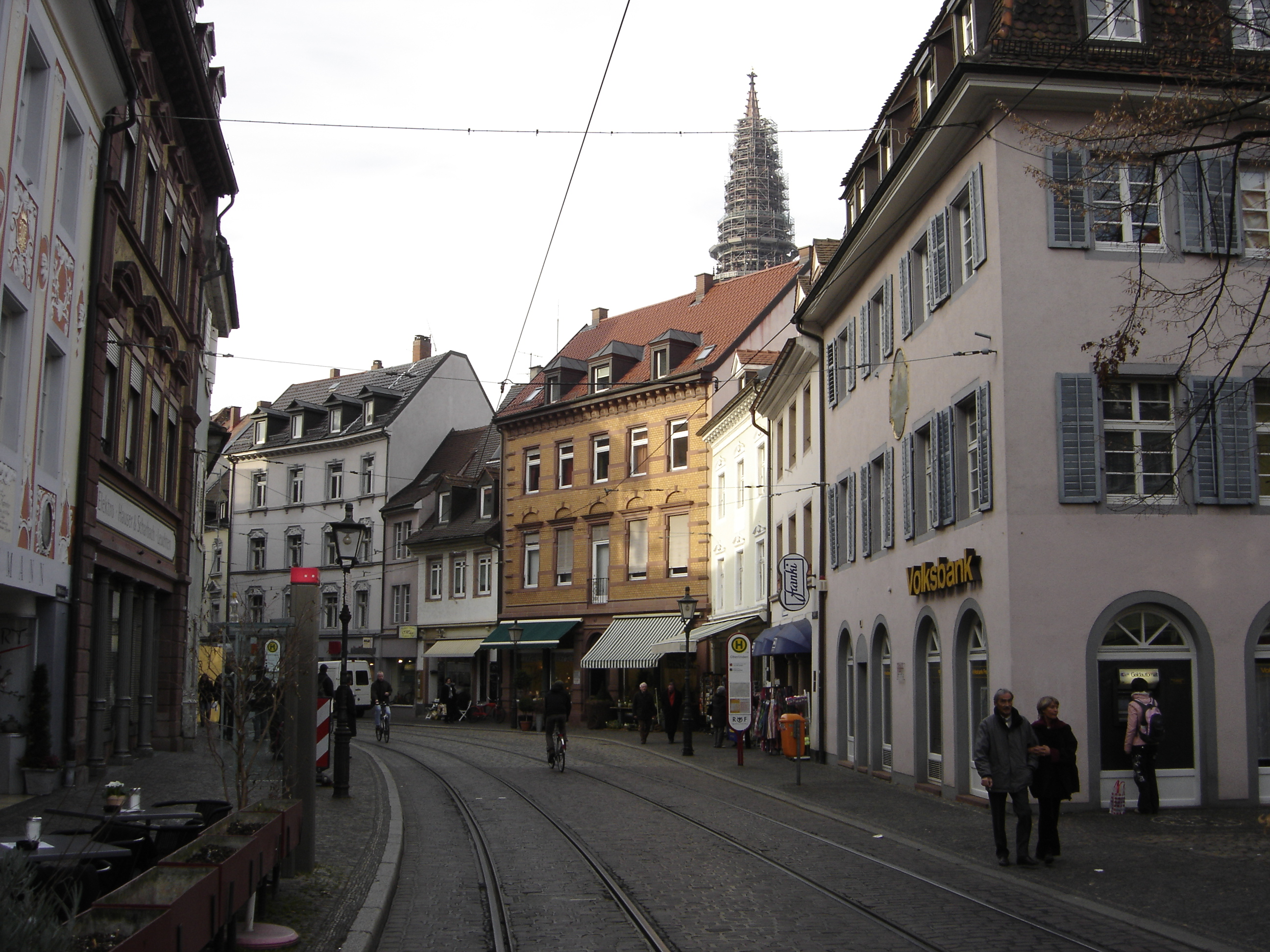
Blick in die Salzstraße aus Richtung Oberlinden

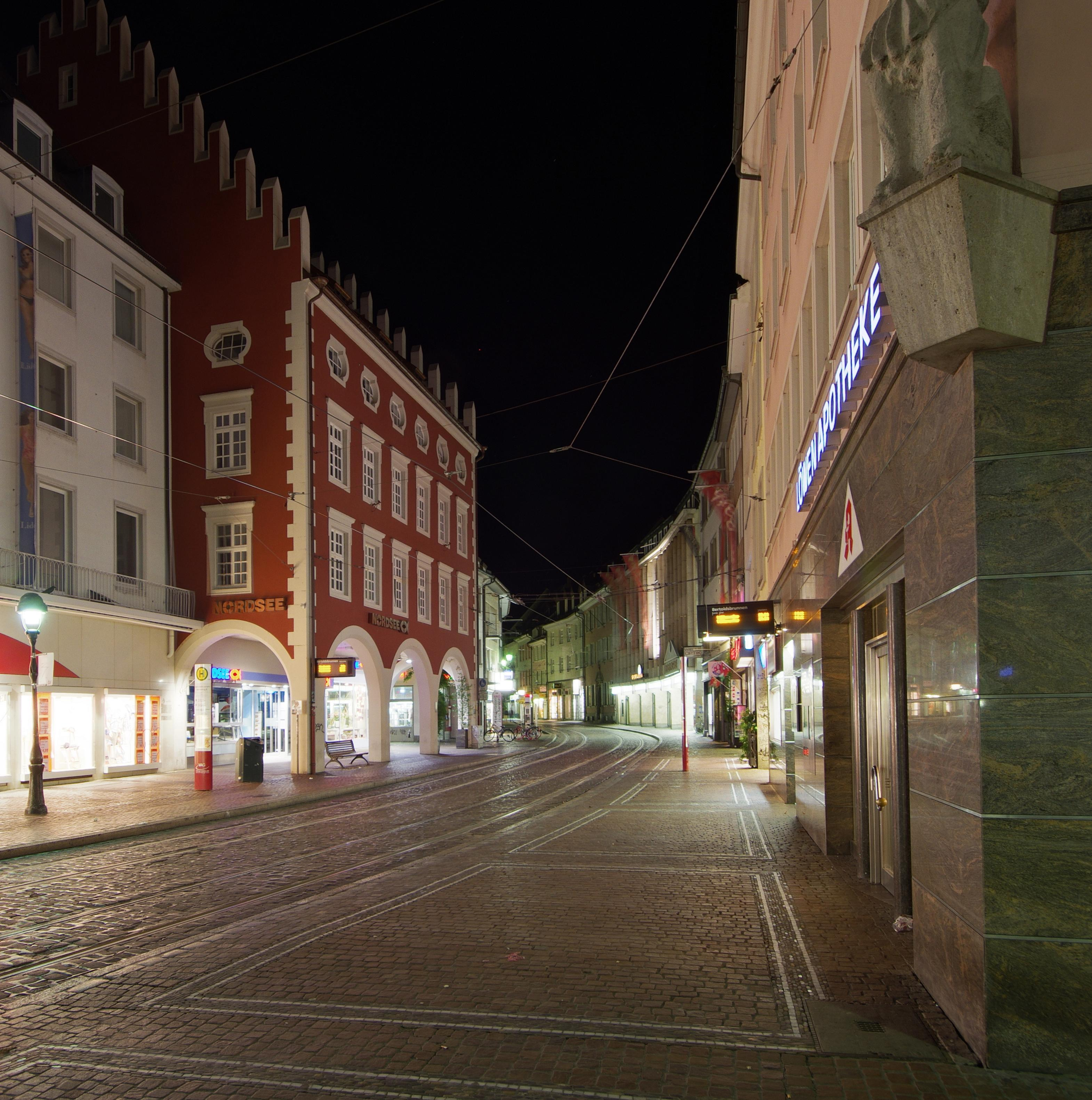
Blick in die Salzstraße bei Nacht aus Richtung Bertoldsbrunnen mit dem roten Kageneckschen Haus

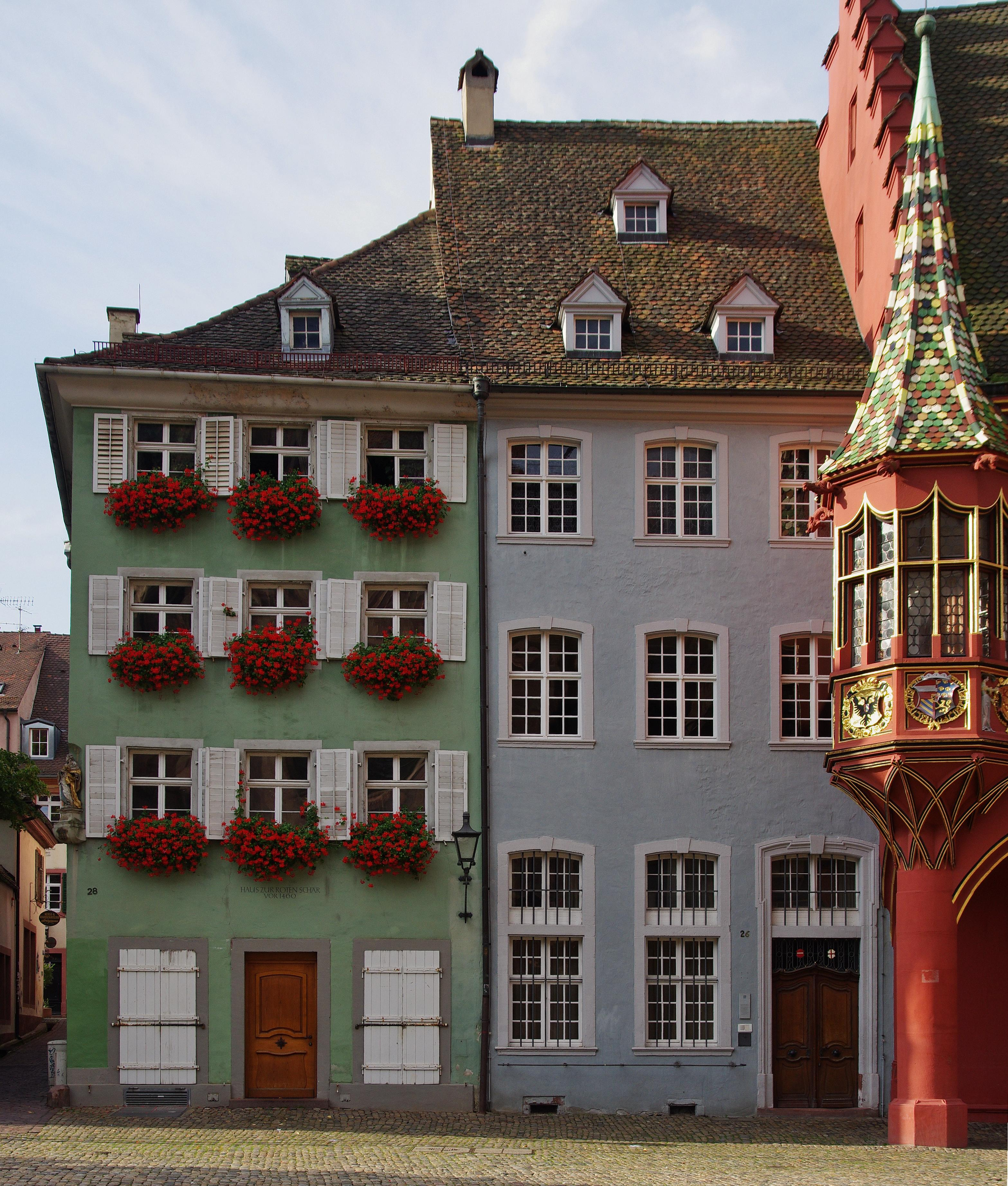
Das blaue Gebäude ist das Redoutenhaus, das spätere Salzhaus am Münsterplatz

Die Salzstraße ist ein zentraler Teil der Fußgängerzone in der Freiburger Innenstadt; sie erstreckt sich vom Bertoldsbrunnen ▼, wo sie auf die Kaiser-Joseph-Straße trifft, ostwärts bis zum Platz Oberlinden mit dem gleichnamigen Brunnen ▼. Hier befanden sich wohl die ältesten Häuser der Freiburger Altstadt. Auf der nördlichen Seite der Salzstraße verläuft zwischen den Gleisen der Straßenbahnlinie 1 und dem Gehweg ein Freiburger Bächle.

## Geschichte

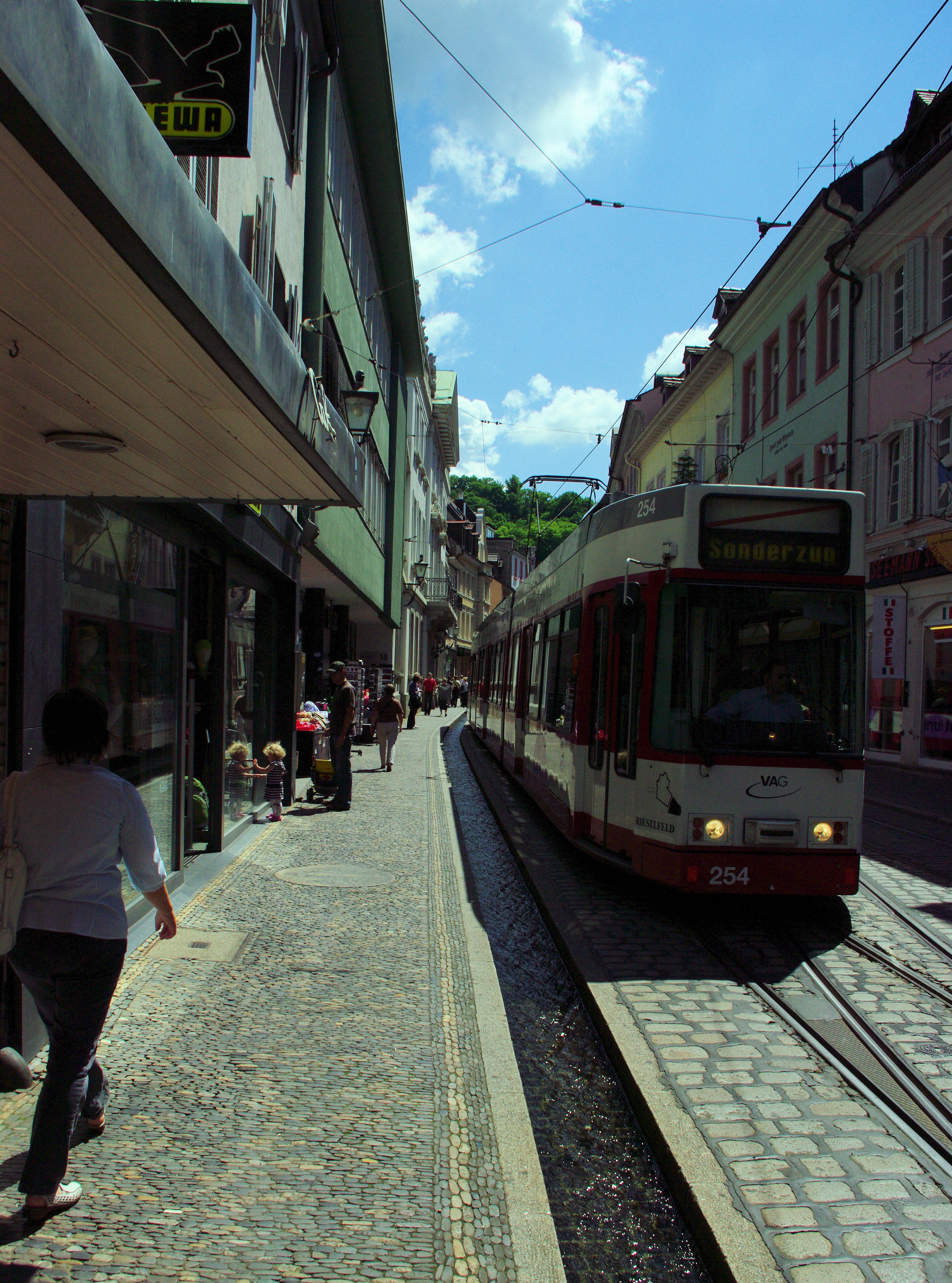
Blick in die Salzstraße aus Richtung Bertoldsbrunnen

Der Name der einst wichtigen Hauptstraße geht auf die Zeit der Zähringer zurück, als das Salzhaus in dieser Straße stand. Hier wurde das auf Wagen aus Schwaben herangebrachte Salz von der Stadt an die Freiburger Bürger verkauft. Später wurde das Salzhaus in das alte Kaufhaus in der Schusterstraße verlegt; dieses wurde später in Richtung Münsterplatz erweitert und ist heute als das Historische Kaufhaus ▼ bekannt, das städtische Salzhaus wurde am Münsterplatz im Gebäude daneben untergebracht, dem Redoutenhaus ▼. Der über den Schwarzwald durch das Höllental führende Verkehr aus Schwaben und den östlich gelegenen Zähringerstädten kam über die Schwabentorbrücke ▼ und durch das Schwabentor ▼ in die Stadt. Die Strecke über Freiburg war eine der wichtigen Ost-West-Verbindungen des Breisgaus. Vor Gründung der Stadt verlief dieser Handelsweg entlang der Dreisam von Umkirch nach Osten.
Die Salzstraße hieß ursprünglich Salzgasse. Hier hatten die wichtigsten Familien der Stadt ihre Stadtwohnungen, dazu gehörten unter anderen die „von Ampringen“, „Brechter“, „von Falkenstein“, „von Keppenbach“, „von Krotzingen“, „Küchlin von Küchlinsbergen und von Küchlinsburg“, „Meinwart von Tottikoven“, „Sneulin im Hof“, „Sneulin zur oberun lindun“ und „Sneulin von Bollschweil, Wiesneck und Landeck“. Diese Familien waren ratsfähig und im Gemeinderat vertreten. Ab der Mitte des 15. Jahrhunderts änderten sich die Namen der wichtigen Familien und somit die Bewohner dieser Straße. Bekannt ist z. B. der Fürstabt von St. Blasien, die Familie von Blumenegg und auch der Freiherr Ferdinand Sebastian von Sickingen-Hohenberg, der von 1769 bis 1772 hier das Sickingen-Palais ▼ erbaute, das später zum Großherzoglichen Palais für die Herrscher Badens wurde.
1770 wurde die Salzstraße für kurze Zeit in Dauphinenstraße umbenannt, als Marie-Antoinette, die jüngste Tochter von Kaiserin Maria Theresia und Kaiser Franz I. von Österreich auf ihrem Brautzug zum französischen Hof in der Stadt weilte. Sie war auf dem Weg zur Hochzeit mit dem späteren französischen König Ludwig XVI., der damals noch Dauphin (Kronprinz) war. Im Kageneckschen Haus ▼ in der Salzstraße, Ecke Drehergasse nahm sie für zwei Nächte Quartier, bevor sie am Morgen des 6. Mai weiter zur Reichsabtei Schuttern reiste.
Auf dem Platz Oberlinden steht beim Brunnen eine Linde, die 1729 gepflanzt wurde. Ein Pflastermosaik zeugt davon. Da der Baum krank ist, sollte er gefällt und durch einen neuen ersetzt werden. Dies sollte möglichst nach der geplanten Erneuerung der Straßenbahngleise geschehen. Dank Wasser und Pflege stellte man 2019 fest, dass der Baum sich erholt hatte und, da die Standsicherheit gewährleistet ist, vorerst stehen bleibt.

## Gebäude

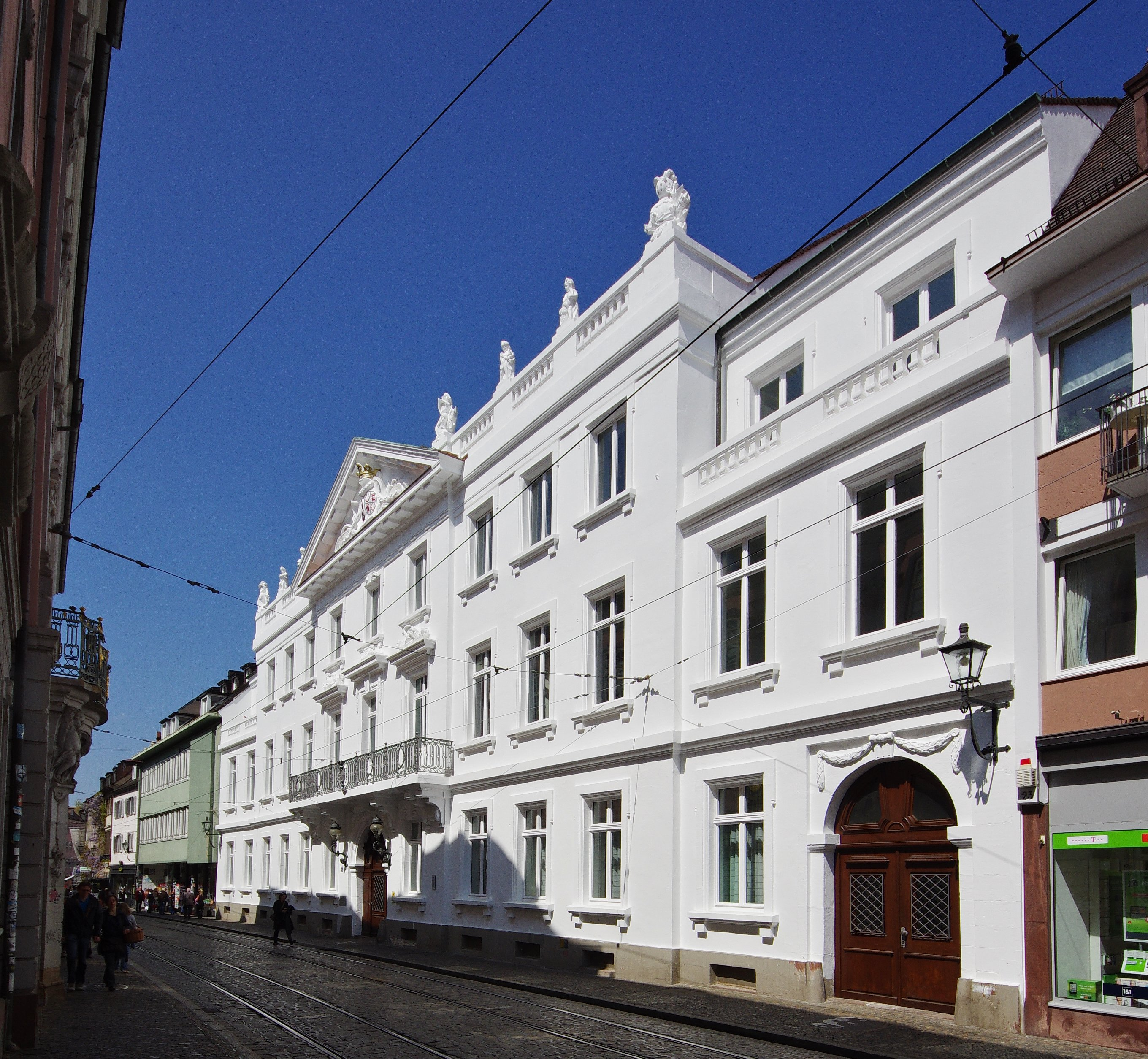
Sickingen-Palais, Salzstraße

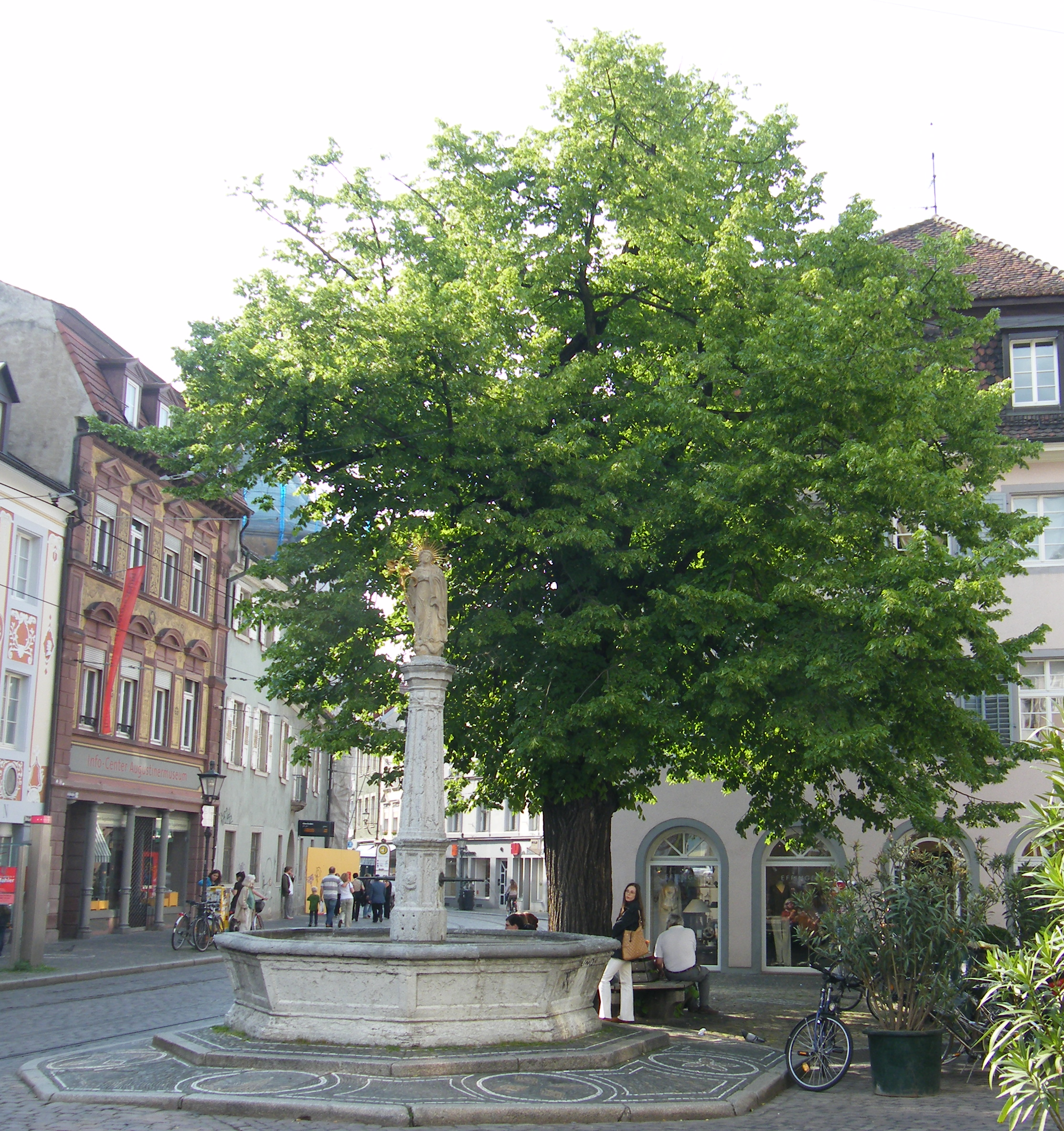
Der Platz Oberlinden

An der Salzstraße liegt das Augustinermuseum ▼, welches im ehemaligen Kloster der Augustiner-Eremiten untergebracht ist. Das Stadtarchiv ▼ befindet sich im Gebäude Salzstraße 18. Das Gebäude stammt aus dem 16. Jahrhundert und wurde vom Ratsherrn Hans Graf erbaut. Der ursprüngliche Name war „Zum weißen Kreuz“, bis es 1565 wegen der Portalfigur in Zum Herzog umbenannt wurde. Es steht auf dem Fundament des vermutlich ältesten Hauses in Freiburg (1120). Der Zugang zum Stadtarchiv befindet sich in der Grünwälderstraße ▼.
Bis zur Zerstörung der Freiburger Innenstadt durch Bomben im November 1944 reichte der „Große Meyerhof“ im Haus „Zum hinteren Hahnen“ der Grünwälderstraße 5–7
▼ bis an die Salzstraße. Der Gasthof war 1885 vom Riegeler Bierbrauer Wilhelm Meyer gegründet worden. Dabei wurden mehrere ältere Gebäude umgebaut und zusammengefasst. Ursprünglich waren es Hintergebäude vom Haus „Zum Rothen Hahnen“ in der Salzstraße 8–10. Dieses war Ende des 17. Jahrhunderts im Besitz des Zunftmeisters der Sattler Johannes Braun, bevor es an den savoyardischen Kaufmann Peter Curta aus Gressoney (Monte Rosa) überging.
Im Sickingen-Palais auf der Nordseite der Straße, einem klassizistischen, 1769–1773 errichteten Bau des Architekten Pierre Michel d’Ixnard, befindet sich heute das Landgericht Freiburg. Das Gebäude brannte 1944 aus und wurde 1962–1965 wieder aufgebaut, wobei nur die Fassade rekonstruiert wurde, das Innere jedoch für die vorgesehene Nutzung als Gerichtsgebäude zeitgemäß gestaltet wurde.
Dem Sickingen-Palais gegenüber wird ein weiteres historisches Gebäude ebenfalls für die Justiz genutzt: In der ehemaligen Kommende ▼ des Deutschen Ordens befinden sich Zivilsenate des Oberlandesgerichts Karlsruhe und Kammern des Landgerichts Freiburg. Das Gebäude wurde von 1768 bis 1773 im Barockstil nach Plänen von Franz Anton Bagnato, der hauptsächlich für den Deutschen Orden tätig war, errichtet. Dieser Bau brannte ebenfalls 1944 aus und wurde 1982–1986 wieder aufgebaut, ebenfalls mit Rekonstruktion nur der Fassade, wobei erhaltene Originalteile verwendet werden konnten. Beide Gebäude, zur gleichen Zeit in unterschiedlichen Stilen erbaut und von etwa gleicher Größe, beziehen sich aufeinander.
Das Kagenecksche Haus ▼ zum wilden Mann befindet sich an der Ecke zur Drehergasse wird erstmals erwähnt um 1460. Im 16. Jahrhundert war es im Besitz der Schnewlin von Landeck, danach ein Gasthaus und im Besitz der Familie Mayer. Es wurde 1733 vom österreichischen Hofkammerpräsidenten J. H. von Kageneck erworben, 1944 zerstört und 1952 in historisierender Form neu erbaut.
Auf dem Haus Salzstraße 51 ▼ kann man noch einen Giebel mit Glockentürmchen entdecken, das zum früheren Antoniterhaus gehörte. Dort war seit 1347 die Antoniter-Bruderschaft in der Krankenpflege tätig. Um 1635 wurde es aufgegeben und in ein Pfründehaus umgewandelt. Die Kirche wurde 1790 profaniert.
Am Platz Oberlinden, der zwischen der Salzstraße und dem Schwabentor liegt, befindet sich mit dem Haus Zum roten Bären ▼ eines der ältesten Gasthäuser Deutschlands.
Gegenüber der Straßenbahnhaltestelle Bertoldsbrunnen der Linie 1 Richtung Littenweiler befindet sich das Kundenzentrum der Freiburger Verkehrs AG.